# Afrixalus stuhlmanni
Afrixalus stuhlmanni es una especie de anfibios de la familia Hyperoliidae.
Se distribuye por el este de Tanzania (incluso en la isla de Unguja), sureste de Kenia y noreste de Mozambique.
Su hábitat natural incluye sabanas secas, zonas secas de arbustos, pantanos, marismas de agua dulce, tierra arable, jardines rurales, áreas urbanas, zonas previamente boscosas ahora degradadas, estanques, zonas de regadío, tierras de agricultura parcial o temporalmente inundadas y canales y diques.
Está amenazada de extinción por la pérdida de su hábitat natural.

## Subespecies
Según ASW:
- Afrixalus stuhlmanni stuhlmanni (Pfeffer, 1893)
- Afrixalus stuhlmanni pygmaeus (Ahl, 1931)
- Afrixalus stuhlmanni brachycnemis (Boulenger, 1896)